# Cantón de Arques
El cantón de Arques era una división administrativa francesa, que estaba situada en el departamento de Paso de Calais y la región de Norte-Paso de Calais.

## Composición
El cantón estaba formado por cuatro comunas, más una fracción de otra comuna:
- Arques
- Blendecques
- Campagne-lès-Wardrecques
- Helfaut
- Saint-Omer (fracción)

## Supresión del cantón de Arques
En aplicación del Decreto n.º 2014-233 de 24 de febrero de 2014, el cantón de Arques fue suprimido el 22 de marzo de 2015 y sus 5 comunas pasaron a formar parte; cuatro del nuevo cantón de Longuenesse, y una del nuevo cantón de Saint-Omer.